# Otto Reicherts Flyvninger i Nakskov
|  | Denne artikel er oprettet af botten Steenthbot ud fra en ekstern database. Den kan derfor have sproglige fejl eller mangler. Denne skabelon kan fjernes efter kontrol af indholdet. |

Otto Reicherts Flyvninger i Nakskov er en dansk dokumentarisk optagelse fra 1920.

## Handling
Den tyske pilot Otto Reichert er på besøg i Nakskov og tager udvalgte passagerer med på tur. Der er flotte optagelser fra luften hen over Nakskov, og flyet ses lette og lande adskillige gange, med de mange fremmødte som nysgerrige og begejstrede tilskuere. Derudover optagelser fra byens handels- og næringsliv - bl.a. ses Skandinavisk Frø Kompagni og R. Wibollt, detailhandlen i Søndergade, Nakskov Automobilbørs, Reimers Maskinforretning, vognmand Marius Hansen og Svendborg Bryghus samt Jernbane Hotellet.